# Smyril

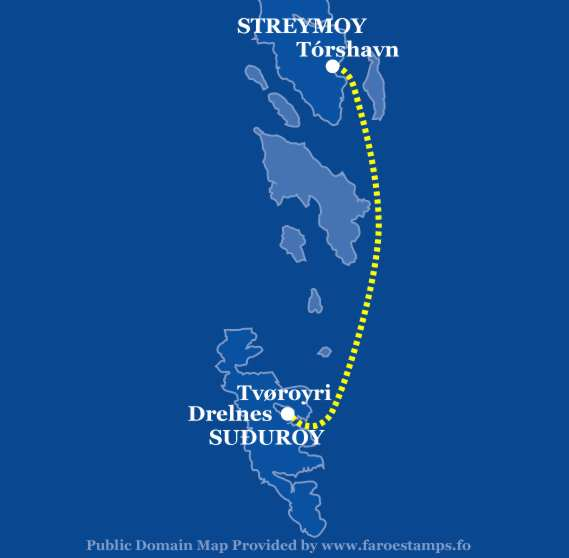
Fährlinie 7 der Färöer, das Revier der Smyril

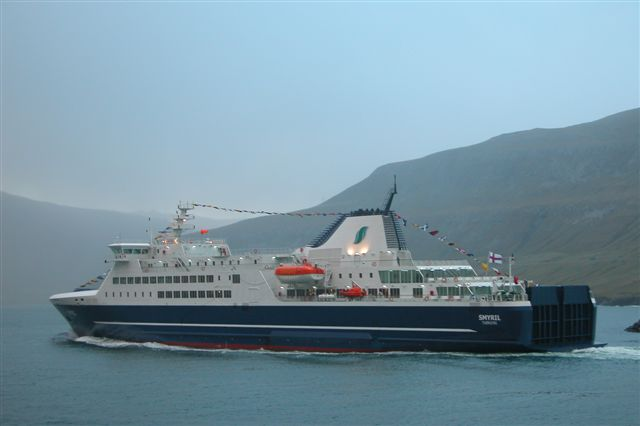
Die 2005 in Betrieb genommene Fähre Smyril.

Smyril ist der Name für das jeweilige Flaggschiff der regionalen Fährverkehrsflotte der Färöer. Früher wurde der Name Smiril geschrieben.  Eignerin der Smyril ist die staatliche Verkehrsgesellschaft Strandfaraskip Landsins.

## Herkunft und Bedeutung
Smyril ist der färöische Name für den Merlin (Falco columbarius), den einzigen Greifvogel auf den Färöern.

## Vorgeschichte
Die südlichste der Färöer-Inseln, Suðuroy, liegt verhältnismäßig weit von den anderen Inseln entfernt und war in früheren Zeiten ziemlich isoliert, da die Verbindung, die mit offenen Booten über ein gefährliches Fahrwasser aufrechterhalten werden musste, sehr mühsam war. Nicht zuletzt die Postverbindung war besonders unregelmäßig. Als der Handel auf den Färöern in der zweiten Hälfte des 19. Jahrhunderts aufblühte, weil das königliche Handelsmonopol abgeschafft und der Freihandel eingeführt wurde, entstand ein großer Bedarf für eine regelmäßigere Güter-, Passagier- und Postverbindung zwischen den Inseln. Besonders auf Suðuroy wurde die Fischerei und die Stockfischproduktion erweitert, und der Ort Tvøroyri wurde das Zentrum der neuen wirtschaftlichen Entwicklung, die die färöische Gesellschaft verändern sollte. Von hier kam auch die Anregung, eine Linienverbindung zwischen den Inseln einzurichten.

## Smiril(1895)

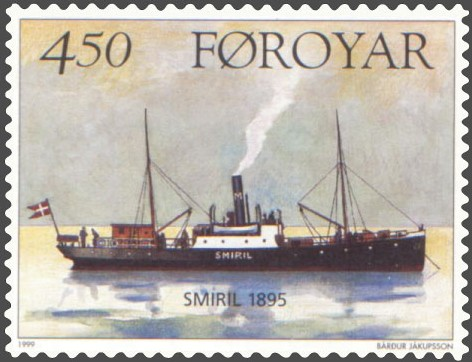
Smiril von 1895 unter dänischer Flagge

1895 ließ die Handelsgesellschaft J. Mortensen aus Tvøroyri von der Kockum Mekaniska Verkstad AB in Malmö, Schweden, ein kleines Dampfschiff bauen. Das Schiff erhielt den Namen Smiril und nahm im Januar 1896 die Linienschifffahrt auf. Da das Schiff beinahe alle Orte auf den Inseln anlaufen sollte, lagen natürlich mehrere Tage zwischen den Abfahrten. Nur in wenigen Orten konnte der Dampfer an einem Kai anlegen. Das Schiff musste meist vor Anker liegen, während Güter und Passagiere mit kleinen Fährbooten an Land gesetzt wurden. Doch bedeutete dies eine wichtige Innovation, nicht zuletzt für die Postverbindung.
1917 übernahm die öffentliche Hand die Smiril. Alle vier Schiffe, die den Namen Smiril trugen, waren seitdem in staatlichem Besitz.

## Smiril(1931)

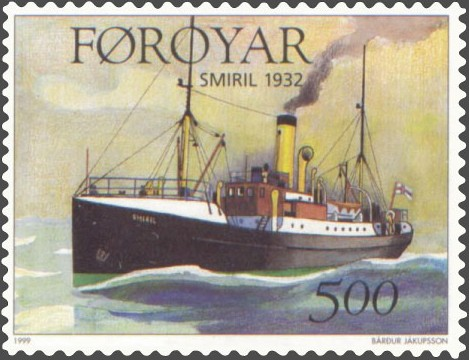
Die Smiril von 1931 unter färöischer Flagge

1931 ließ das färöische Løgting eine neue Smiril in Frederikshavn bauen. Es war größer und bot mehr Komfort für die Passagiere; es gab einen Salon und einen Rauchsalon mit Sofas und Sesseln und Kabinen mit Betten.
Zu diesem Zeitpunkt waren bereits mehrere neue Schifffahrtslinien zwischen den vielen färöischen Orten eingerichtet und an mehreren Orten kleine Kaianlagen gebaut worden. Diese Linien wurden von anderen Schiffen versorgt. Da die neue Smiril besonders die größeren Handelsorte anlief, z. B. Vestmanna, Miðvágur, Nólsoy, Klaksvík und die Orte auf der Ostseite von Eysturoy, blieb mehr Zeit für eine regelmäßigere Verbindung nach Suðuroy über Skálavík auf Sandoy.
Während des Zweiten Weltkriegs wurde die Smiril zweimal von deutschen Bombern angegriffen, beide Male zwischen Stóra Dímun und Sandoy. Der erste Angriff geschah am 14. Juli 1941 und führte zu erheblichem Sachschaden, der aber in zwei Wochen repariert war. Der zweite Angriff am 2. Dezember 1941 hatte die Evakuierung aller Passagiere in Skálavík zur Folge, aber ein MG-Schütze an Bord konnte das Flugzeug schließlich verjagen.

## Smyril(1967)

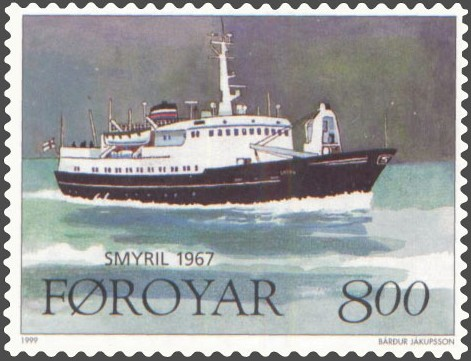
Smyril von 1967, gebaut auf den Färöern

Die dritte Smyril wurde 1967 auf der Schiffswerft in Tórshavn gebaut und infolge der färöischen Rechtschreibreform änderte sich die Schreibweise von Smiril in Smyril. Mit diesem schnellen Motorschiff, das im Gegensatz zu seinem stark schlingernden Vorgänger besonders seetüchtig und ruhig war, wurde die Fahrzeit von Tórshavn nach Suðuroy von vier auf drei Stunden verkürzt. Das Schiff, auf dem 300 Passagiere Platz fanden, konnte auf der Linie zwischen Tórshavn, Suðuroy und Klaksvík alle Bedürfnisse erfüllen.
Ende der 1960er Jahre und in den 1970ern wurde die Infrastruktur auf den Färöern stark ausgebaut; es wurden Straßen, Tunnel, Dämme und Brücken gebaut sowie neue Häfen angelegt. Der Autoverkehr war ebenfalls im Anwachsen, und es wurde eine Fähre gebraucht, die Autos transportieren konnte.

## Smyril(1969)

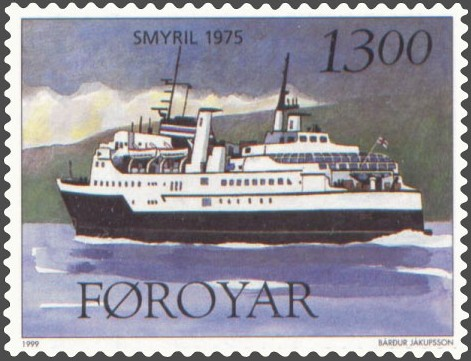
Smyril als Autofähre

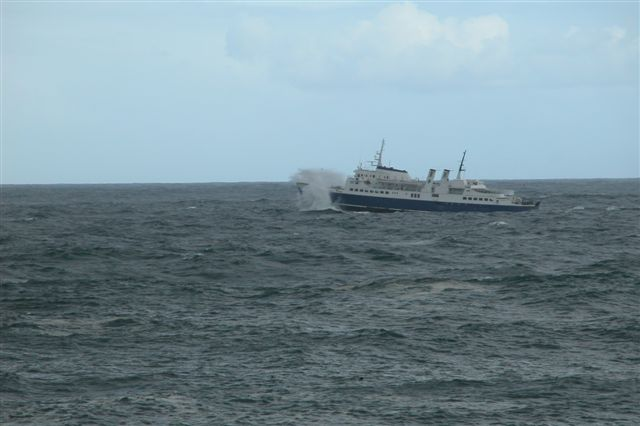
Zwischen Streymoy und Suðuroy herrscht oft eine raue See. Smyril im täglichen Einsatz.

1975 beschloss die staatliche Reederei Strandfaraskip Landsins, eine Autofähre von der dänischen Reederei Molslinjen zu kaufen. Es handelte sich um die 1969 gebaute Morten Mols. Sie erhielt den Namen Smyril und wurde auf derselben Linie eingesetzt wie ihre Vorgängerin. Mit dem großen hochseetüchtigen Schiff, das mit Stabilisatoren ausgestattet war, verkürzte sich die Fahrt nach Suðuroy auf zwei Stunden. Nun konnten Personen aus Suðuroy an einem Tag nach Tórshavn und wieder zurück fahren. Zwischen 1975 und 1982 wurde die Smyril im Sommer jeweils während zweier Monate für einen Autofährdienst zwischen den Färöern, Island und Norwegen eingesetzt. Der Erfolg dieser Verbindung war Ansporn für die Gründung der Reederei Smyril Line, die seither mit ihrer eigenen Fähre zwischen Dänemark, den Färöern und Island verkehrt.
Nach Indienststellung einer neuen Fähre gleichen Namens wurde das Schiff in die Karibik verkauft, wo es von 2006 bis 2008 unter dem Namen Smyrill zwischen Fort-de-France (Martinique) und Pointe-à-Pitre (Guadeloupe) verkehrte. Ende 2008 wurde das Schiff an eine Reederei in Kap Verde verkauft und in Isalita umgetauft.

## Smyril(2004)

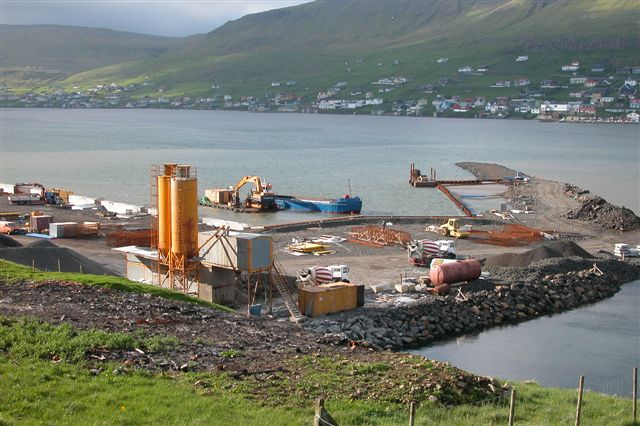
Für die neue Smyril entsteht ein neuer Heimathafen in Tvøroyri.

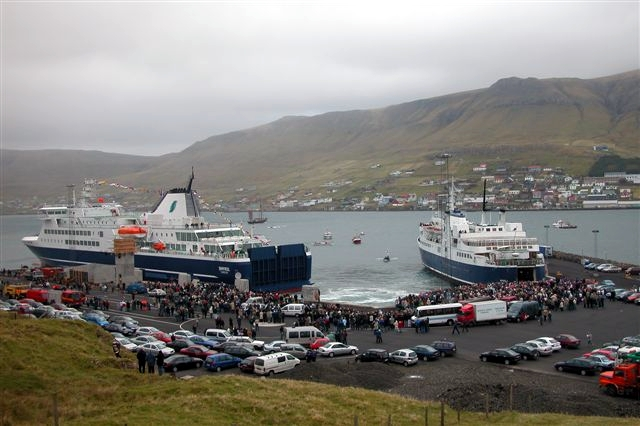
Die neue Smyril nach ihrer Ankunft am 15. Oktober 2005. Rechts daneben die alte Smyril I. Zu dem Volksfest kamen rund 4000 Besucher.

Die neue Smyril sollte bereits im Herbst 2004 in Betrieb genommen werden. Wegen der anhaltenden Arbeitskämpfe bei der staatlichen Izar-Werft in Spanien gegen deren Privatisierung verzögerte sich die Fertigstellung und Überführung bis zum September 2005.
Das Schiff wurde nach einem Entwurf der dänischen Schiffsdesigner Knud E. Hansen A/S in San Fernando (Spanien) gebaut. Die 135 Meter lange Fähre kann über seine zwei Auffahrtrampen in kurzer Zeit bis zu 200 Autos (oder 60 Trailer) und fast 1000 Passagiere aufnehmen. Mit einer Spitzengeschwindigkeit von 21 Knoten und einer Reichweite von beinahe 5000 Seemeilen wäre sie sogar für den transatlantischen Verkehr geeignet, ist aber speziell für den Personen- und Güterverkehr von Suðuroy nach Tórshavn konzipiert. Heimathafen der Smyril V. ist Tvøroyri. Die 32 Seemeilen nach Tórshavn bewältigt das Schiff, das am 24. September von Anita Eidesgaard, der Frau des Ministerpräsidenten Jóannes Eidesgaard, in San Fernando getauft wurde, in nur 90 Minuten.
Am selben Tag, als das Schiff auf den Namen Smyril getauft wurde, wurde auf den Färöern die bisherige Smyril in Smyril I umgetauft, da es im färöischen Schiffsregister keine zwei Schiffe mit dem gleichen Namen geben darf. Die neue Smyril traf am 15. Oktober unter großer Anteilnahme der Bevölkerung ein. Sie wurde zwei Wochen lang zu Schulungszwecken getestet und am 1. November 2005 in Betrieb genommen.